# Le Cabanial
Le Cabanial település Franciaországban, Haute-Garonne megyében. Lakosainak száma 468 fő (2022. január 1.). Le Cabanial Cuq-Toulza, Mouzens, Auriac-sur-Vendinelle, Saint-Félix-Lauragais és Saint-Julia községekkel határos.

## Népesség
A település népességének változása:
| Lakosok száma | 199  | 170  | 188  | 322  | 437  | 463  | 454  | 462  | 463  | 468  |
|               | 1968 | 1982 | 1990 | 2006 | 2013 | 2015 | 2017 | 2019 | 2020 | 2022 |